# ABC 살인 사건
《ABC 살인 사건》(원제：The A.B.C. Murders)은 1936년에 발표된 애거사 크리스티의 추리 소설로서, 작가의 대표작 중 하나이다.

## 줄거리 소개
이 소설은 푸아로의 오랜 친구인 아서 헤이스팅스가 봤던 이름 순서대로 일어나는 살인 사건과 수사팀 조사를 따라 전개된다.
푸아로는 A.B.C로부터 타자기로 타이핑한. 편지를 받는다. 각각의 편지는 다음 살인의 날짜와 장소가 적혀있다. 
A.B.C는 알파벳 순서에 따라 움직였다. 담배 가게 주인인 앨리스 애셔는 앤도버에 있는 그의 상점에서 죽었고, 
문란한 웨이트리스 베티 바너드는 벡스힐에서, 부유했던 카마이클 클라크 경은 처스턴에 있는 그의 집에서 죽임을 당했다. 
A.B.C는 ABC철도 안내서를 각각의 희생자에게 남겼다. 푸아로는 두가지 의문을 품는다. 
1>왜 A,B,C는 스코틀랜드 야드나 다른 신문사에 보내는 대신에 내게 편지를 보냈을까? 
2> 왜 A.B.C같은 치밀한 놈이 처스턴 사건에서 보내는 편지에서는 푸아로의 주소를 잘못 썼을까? 
헤이스팅스가 진술하는 각각의 장들은 외판원인 알렉산더 보나파르트 커스트의 삶의 사건에 대한 묘사로 전개된다. 
전쟁에 참전해서 간질 발작이 있는 커스트는 머리 부상으로 많은 것을 할 수 없게 되었는 데 이는 그에게 기억 상실과 지속적인 두통을 안겨다주었다. 
한편 푸아로는 새로운 정보를 찾아낼 희망이 사라진 관련자들을 모아서 수사팀을 구성한다. 명탐정 푸아로의 능력을 의심하는 크롬 경위, 이 연쇄 살인마를 조사하고 싶은 톰슨 의사가 구성원이 된다. 

## 등장인물
- 에르퀼 푸아로
- 아서 헤이스팅스
- 앨리스 애셔 - 첫 번째 희생자
- 프란츠 애셔 - 앨리스의 남편
- 메리 드로워 - 앨리스의 조카
- 베티 바너드 - 두 번째 희생자
- 도널드 프레이저 - 베티의 약혼자
- 메건 바너드 - 베티의 언니
- 카마이클 클라크 - 세 번째 희생자
- 프랭클린 클라크 - 카마이클의 동생
- 샬롯 클라크 - 카마이클의 아내
- 토라 그레이 - 카마이클의 비서
- 알렉산더 보나파르트 케스트 - 세일즈맨

## 영화화
영화
- 《The Alphabet Murders》（영국, 1966년）
  - 포아로 - 토니 랜달（Tony Randall）

TV 작품
- 명탐정 푸아로 《The ABC Murders》（영국 1992년）
  - 푸아로 - 데이비드 서쳇
  - 헤이스팅스 - 휴 프레이저
  - 제프 경감 - 필립 잭슨
- 명탐정 아카후지 다카시 《ABC 살인사건(ABC殺人事件)》(일본 2005년)

애니메이션
- 애거사 크리스티의 명탐정 포와로와 마플 《ABC 살인사건(ABC殺人事件)》(일본 2004년)